# Caroline Herschel
Caroline Lucretia Herschel (Hannover, 16. ožujka 1750. – Hannover, 9. siječnja 1848.), njemačka astronomkinja, mlađa sestra astronoma Williama Herschela. Prva je žena u povijesti koja je bila plaćena za znanstveni rad, a plaću joj je dao kralj Velike Britanije i Irske Đuro II.

## Životopis
Carolina se rodila 1750. u Hannoveru. U roditeljskom je domu boravila do 1772., nakon čega ju je brat William odveo u Englesku. U početku je bila domaćica i pjevala za Williama koji je bio orguljaš, a poslije je postala njegova glavna pomoćnica i uključila se u astronomiju s njime. Ponajviše je zapisivala bratova promatranja, no i sama je promatrala nebo. Posebice se služila 27-palačnim Newtonskim 'čistačem'. Otkrila je nekoliko objekata od 1783. do 1787. godine. Carolina je smatrala da je otkrila 14 objekata do 1783. godine. Vlastiti je rad prekinula radi pomoći bratu. S bratom Williamom objavila je katalog galaktika i maglica. Djelo Historiae Coelestis revidirano je izdanje zvjezdanog kataloga Johna Flamsteeda. Nakon bratove smrti nastavila je s vlastitim istraživanjem te pomaganjem Flamsteedu. Od 1796. poboljšava Flamsteedov katalog Catalogue of Stars, popisavši sva njegova opažanja, pogreške i uvrstila još 560 prethodno neuvrštenih zvijezda.
Ističu joj se ova otkrića, osobito otkrića kometa, neovisno od drugih istraživača svemira:
- M110 (NGC 205), drugi pratitelj galaktike Andromede

| Nadnevak otkrića   | Designacija kometa | Otkrivatelj          |
| ------------------ | ------------------ | -------------------- |
| 1. siječnja 1786.  | C/1786 P1          | Herschel             |
| 21. prosinca 1788. | 35P/1788 Y1        | P/Herschel-Rigollet  |
| 7. siječnja 1790.  | C/1790 A1          | Herschel             |
| 18. travnja 1790.  | C/1790 H1          | Herschel             |
| 15. prosinca 1791. | C/1791 X1          | Herschel             |
| 7. listopada 1793. | C/1793 S2          | Messier              |
| 7. studenoga 1795. | 2P/1795 V1         | P/Encke              |
| 14. kolovoza 1797. | C/1797 P1          | Bouvard-Herschel-Lee |

## Počasti
Astronomska zajednica nazvala je mjesečev krater po njoj, asteroid (281) Lucretia.
Na Kraljevsko astronomsko društvo ostavila je toliki utisak da joj je dodijelio zlatnu medalju 1828., što nakon nje nijedna žena nije dobila sve do 1996. godine. Stavilo ju je za počasnog člana 1835. zajedno s Mary Somerville. Godine izabrana je za članicu Kraljevske irske akademije. U poznoj dobi, s 96 godina, pruski kralj dodijelio joj je zlatnu medalju za znanost.

## Vanjske poveznice
- SAO/NASA Astrophysics Data System (ADS) Biographical notice of Miss Caroline Herschel, Hon. Mem., Monthly Notices of the Royal Astronomical Society, Vol. 8, p.64, bibliografski kod: 1848MNRAS...8...64., doi: 10.1093/mnras/8.4.64
- SEDS Otkrića Caroline Herschel
- Asteroid 281 Lucretia, NASA